# Еберфорс Дамблдор
Ебефорс Дамблдор (англ. Aberforth Dumbledore) — один із персонажів серії книг про Гаррі Поттера англійської письменниці Джоан Роулінг, молодший брат Албуса Дамблдора. Зовні дуже схожий на нього. Відомий своєю сильною спорідненістю з козами. Його Патронус приймає форму цапа. 

## Характеристика персонажа
Ебефорс Дамблдор вперше з'являється в книзі «Гаррі Поттер і келих вогню». За сюжетом, він - брат Албуса Дамблдора, молодший за нього приблизно на три роки і менш вправний, тому зазвичай залишається на другому плані.  В 11 років вступив до школи чаклунства Гоґвортсу й потрапив до факультету Ґрифіндор. Не мав особливих здібностей, чим сильно відрізнявся від старшого брата Албуса. Незважаючи на всі відмінності, брати знаходили спільну мову. Але після смерті їхньої сестри Аріани, що сталася в результаті нещасного випадку, на два роки припинили спілкування. 
Ебефорс  має запальний і "правдолюбний" характер. З дитинства звик висловлювати свою думку прямо, вважає дуель кращим способом з'ясування правоти. Однак за цим войовничим фасадом захована дуже добра й м'яка людина, хоча цю рису могла разгледіти тільки його божевільна сестра Аріана. На думку Аластора Муді, Ебефорс дивний. Брат Албус, розмовляючи з Геґрідом, також згадує дивну поведінку Ебефорса. 
У книзі «Гаррі Поттер і Орден Фенікса» Ебефорс Дамблдор є власником і барменом заїжджого двору «Кабаняча голова» в Гоґсміді - селищі поблизу Гоґвортсу та єдиному місці в Британії, де немає жодного маґла.  З огляду на патронус Ебефорса та згідно з описом Гаррі в книзі, «Кабаняча голова» має слабкий козиний запах. Еберфорс допомагає героям та Ордену Фенікса пробратися в Гоґвортс через свій бар.
В книзі «Гаррі Поттер і смертельні реліквії» Еберфорс відіграє важливу роль, рятуючи Гаррі, Рона і Герміону від смертежерів. Він забирає їх до свого бару, перш ніж смертежери зможуть захопити трійцю. Пізніше Ебефорс  відкриває Гаррі, Рону та Герміоні деякі факти про історію родини Дамблдорів, яких вони не знали.
Також Еберфорс послав домашнього ельфа Доббі, з яким його познайомив брат Албус, врятувати Гаррі, Рона, Герміону та інших в'язнів із підвалу маєтку Мелфоїв. Саме Албус в останній рік свого життя попросив Еберфорса наглядати за Гаррі Поттером за допомогою частини Дзеркала Сіріуса. 
Ебефорс Дамблдор допоміг захистити школу під час битви за Гоґвортс. Востаннє  Ебефорса Дамблдора бачили під час битви з  смертежером Августом  Руквудом. Про подальше життя Еберфорса після перемоги над Волдемортом нічого невідомо. 
Ебефорс Дамблдор був членом першого Ордена Фенікса, проте майже не відвідував засідання. Єдиний раз, коли Еберфорс прийшов на збори, було зроблено фото на пам'ять з повним складом Ордену. Після Першої Чаклунської Війни Ебефорс вийшов з Ордену, вважаючи, що війна проти Волдеморта програна, але у фінальній битві Другої Чаклунської Війни - Битві за Гоґвортс - участь взяв. 

## Екранізація
У кіноадаптації книги «Гаррі Поттер і Орден Фенікса» (2007) Ебефорса Дамблдора грає Джим МакМанус (у титрах підписаний "Бармен"). У фільмі «Гаррі Поттер і Смертельні реліквії: Частина 2»  (2011) Ебефорса Дамблдора зіграв Кіаран Гайндс.  У фільмі «Фантастичні звірі: Таємниці Дамблдора» (2022), що є третім фільмом у серіалі «Фантастичні звірі», роль Ебефорса Дамблдора виконав Річард Койл.